# Thạch Kiệt
Thạch Kiệt là một xã thuộc huyện Tân Sơn, tỉnh Phú Thọ, Việt Nam.
Xã Thạch Kiệt có diện tích 52,32 km², dân số năm 1999 là 3530 người, mật độ dân số đạt 67 người/km².